# Agrie Wole
Agrie Wole (29 de enero de 1999) es una deportista de Etiopía que compite en atletismo. Ganó una medalla de bronce en el Campeonato Mundial de Atletismo Sub-20 de 2016, en la prueba de 3000 m obstáculos.